# Teoria lui Roesler
Teoria lui Roesler (sau Teoria lui Rösler) este o teorie potrivit căreia poporul român s-a format la sud de Dunăre, de unde o mare parte a populației a emigrat la nord de fluviu. Această teorie nu a fost inițiată de istoricul austriac (german din Sudeți) Eduard Robert Rösler, însă poartă numele său, ca urmare a publicării în 1871 a cărții sale „Romänische Studien”. Ocuparea Transilvaniei și apoi Unirea de la 1859 au determinat Imperiul Austriac să caute justificări ale ocupației și să înceapă o „luptă științifică împotriva dreptului românesc”, având printre exponenți pe Rösler.
Această teorie se consolidase prin lucrările unor precursori (ca de exemplu 
Franz Josef Sulzer, Josef Karl Eder și Johann Christian von Engel). După Rösler, teoria a fost preluată și de alți istorici, contemporani, precum și din generații ulterioare (de exemplu marele istoric ungur Pál Hunfalvy, de asemenea de origine etnică germană, cu numele real Paul Hundsdorfer). 
Lucrările din secolul XVIII și secolul XIX au apărut, semnificativ, pe fundalul eforturilor românești de emancipare din Transilvania și Banat, populația românească pe atunci încă nefiind recunoscută ca națiune. Luările de poziție românești subliniau vechimea locuitorilor români din regiunile respective ale imperiului și descendența din coloniștii romani din Antichitate. În acest context au fost adresate curții de la Viena memorandumurile intitulate Supplex Libellus Valachorum Transsilvaniae.
Folosind izvoare istorice latine târzii, el a susținut teza exterminării poporului dac odată cu cucerirea romană, precum și pe cea a retragerii complete a populației romanizate de pe tot cuprinsul provinciei Dacia în secolul al III-lea. Locuitorii fostei provincii ar fi fost strămutați în masă la sud de Dunăre, unde s-ar fi format limba română și poporul român.
În principal, teoria lui Roesler are la bază ipoteze și speculații ce au în vedere, între altele: 
- Scurtimea prezenței administrației romane în regiunile Daciei nord-danubiene (165 de ani);
- Faptul că stăpânirea romană a durat cu secole în plus în provinciile balcanice sud-danubiene;
- Vocabularul comun româno-albanez, care în concepția susținătorilor teoriei s-ar fi datorat exclusiv unei conviețuiri timpurii între protoromâni și albanezi;
- La faptul că, de-a lungul secolelor, în diverse regiuni balcanice au existat populații românești și aromâne, care încă în secolul XVIII - secolul XIX erau relativ numeroase;
- Caracterul nomad al românilor, decurgând din ocupația lor de căpetenie – păstoritul;
- Dispariția vechii toponimii dacice;
- „Ex silentio”: afirmația despre inexistența izvoarelor istorice care să ateste prezența românilor la nord de fluviu înainte de secolul al XIII-lea, deci înaintea venirii maghiarilor în Transilvania, absența elementelor germanice din limba română.

Roesler a ales perioada imediat următoare marii invazii mongole (1241) ca probabilă pentru o imigrare majoră, date fiind atât rarefierea puternică a populației cauzată în nordul Dunării de incursiunile armatelor mongole, cât și procesul de slavizare a imperiului româno-bulgar din acea epocă. Demonstrarea imigrării românilor după cucerirea Transilvaniei de către unguri trebuia să justifice o dată în plus politica de maghiarizare forțată dusă de Ungaria după realizarea în 1867 a dualismului austro-ungar în cadrul imperiului austriac și lipsa de drepturi naționale de până atunci.
Contestatarii teoriei roesleriene, majoritatea istoricilor români, au contrapus acesteia teoria continuității populației daco-romane pe întregul teritoriu de astăzi al României, pe lângă celelalte teritorii ale fostelor regiuni imperiale romane relevante pentru etnogeneza românilor: Pannonia, Illyricum, Dardania, cele două Moesii, Moesia superior, Moesia inferior, și cele două Dacii sud-dunărene, Dacia Ripensis și Dacia Mediterranea.
În secolul al XX-lea au fost descoperite și dovezi arheologice care au venit în sprijinul celor care susțin teoria continuității în fostele provincii romane situate în nordul Dunării.
Firească pentru umaniștii români (Grigore Ureche, Miron Costin, Ion Neculce, Dimitrie Cantemir), dar și pentru cei străini (Enea Silvio Piccolomini, Antonio Bonfini⁠(d)), ideea de continuitate a dăinuit până în secolul al XVIII-lea.
Teoria roesleriană, criticată în medii academice contemporane, a fost preluată de manualele școlare din Ungaria secolelor XIX-XXI. În schimb, istoricii și lingviștii români din secolul XIX, cum ar fi Mihail Kogălniceanu, Alexandru D. Xenopol , Bogdan Petriceicu Hasdeu, Grigore Tocilescu, au prezentat dovezi referitoare atât la vechile populații getice și dacice din spațiul carpato-danubiano-pontic, cât și la continuitatea populației romanizate de pe teritoriul fostelor provincii Dacia și Moesia.
Începutul disputei în jurul continuității l-au constituit revendicările naționale formulate de românii din Transilvania, în special prin Supplex Libellus Valachorum (secolul al XVIII-lea). Considerat cel dintâi program politic, memoriul se bazează pe scrierile Școlii Ardelene, care fac referire la originea latină și la vechimea poporului român. Reprezentanții Școlii Ardelene au ajuns să susțină, împotriva evidenței, caracterul exclusiv latin al limbii române. Lucrările din secolul XVIII și din secolul XIX au apărut, semnificativ, pe fundalul eforturilor românești de emancipare din Transilvania și Banat, populația românească pe atunci încă nefiind recunoscută ca națiune. Teoria roessleriană era în fond o reacție la acțiunile de emancipare a românilor transilvăneni, conduse de Școala Ardeleană și Inocențiu Micu-Klein. Teoretizarea pretinsei inferiorități a lumii rurale românești în raport cu lumea urbană maghiaro-germană din Transilvania au alimentat masiv resentimentele care au dus la destrămarea Imperiului Austro-Ungar. În aceiași ani, școala românească produce mai multe opere științifice ce studiază etnogeneza românească, precum: „Începuturile vieții romane la gurile Dunării” și „Getica” de Vasile Pârvan, „Istorii ale românilor” de Nicolae Iorga, „Istoria limbii române” de Alexandru Rosetti și „O enigmă și un miracol istoric: poporul român” de Gheorghe I. Brătianu.

## Argumente împotriva teoriei roesleriene
Argumentele împotriva teoriei roesleriene cuprind:
- O mare parte a hidronimiei și toponimiei de pe teritoriul României este de origine dacă. Toponimele (Apulum, Napoca, Potaissa), hidronimele (Alutus, Samus, Maris), precum și inscripțiile din Dacia în care sunt prezente nume dacice și romane sunt dovada indiscutabilă a prezenței geto-dacilor după cucerirea romană. Se contrazice astfel afirmația lui Eutropius despre „exterminarea geto-dacilor”;
- Prezența unor cronici și inscripții ce atestă prezența soldaților de origine dacă și în alte provincii ale Imperiului Roman, cum ar fi Britannia;
- Răscoale repetate ale dacilor împotriva ocupației romane, atestate în cronici, cum ar fi cea din 117 d.Hr;
- Tezaurele monetare (a căror acumulare începe înainte de retragerea aureliană), descoperirile arheologice (așezări și necropole, ritualuri dacice, inscripții precum cea de la Tomis din secolul III: „Eu, Skirtos, dacul de condiție liberă…”; obiecte de origine dacică, precum vasele dacice din secolele II-III descoperite la Romula, așezare colonizată masiv cu veterani romani), răspândirea creștinismului (majoritatea cuvintelor sunt de origine latină: „biserică”, „Dumnezeu”, „înger”, „cruce”) sunt dovezi ale continuității daco-romane;
- Retragerea aureliană trebuie înțeleasă ca părăsirea Daciei romane de către armată, funcționari și oamenii din aparatul administrativ. După cum menționează istoricul Vasile Pârvan în lucrarea „Începuturile vieții romane la gurile Dunării”, țăranii au rămas pe peticul lor de pământ, având alături elementele romanizate sau în curs de romanizare (exemplu – dacii liberi);
- Răspândirea creștinismului la nord de Dunăre, fără ca factorul politic să intervină, este atestată de numeroase obiecte creștine descoperite, precum cele de la Biertan (fragment dintr-un donariu de bronz din secolul al IV-lea, cu inscripția „Ego Zenovius votum posui’ („eu Zenovius am făcut această ofrandă”), al cărui disc conține monograma lui Hristos), Porolissum (templu păgân, transformat în lăcaș creștin), Apulum, Drobeta, inscripții cu martiri creștini daco-romani. Astfel, putem afirma că față de popoarele din jurul Daciei, poporul român s-a născut creștin în mod spontan, odată cu formarea romanității, slavii împrumutând, prin amestecul cu populația romanică sud-dunăreană, religia creștin-ortodoxă;
- Lipsa izvoarelor istorice despre români la nord de Dunăre înainte de venirea maghiarilor se datorează faptului că cronicarii acelor vremuri erau mai preocupați de a consemna numele stăpânilor/conducătorilor regiunii respective,  decât a relata despre populația regiunii respective;
- Slavii separă între secolele V-VII romanitatea nordică de cea sudică. La nordul Dunării, slavii au fost asimilați de daco-romani, contribuind la etnogeneza românească (care demonstrează prezența cuvintelor de origine slavă din limba română), în timp ce la sud de Dunăre, slavii sunt cei care asimilează cea mai mare parte a populației romanice;
- Vocabularul comun româno-albanez se poate datora existenței substratului traco-dacic comun și influenței cultural-lingvistice a aromânilor autohtoni asupra albanezilor;
- Gesta Hungarorum și Cronica lui Nestor, care îi menționează pe români, sunt izvoare demne de crezare, infirmând ipoteza teoriei roesleriene.

## Câteva lucrări de referință
1. Eduard Robert Rösler, Romänische Studien. Untersuchungen zur älteren Geschichte Rumäniens [Studii românești. Cercetări asupra istoriei mai vechi a României], Leipzig, 1871
2. Franz Josef Sulzer, Geschichte des transalpinischen Daciens, das ist der Walachey, Moldau und Bessarabiens. Im Zusammenhange mit der Geschichte des übrigen Daciens als ein Versuch einer allgemeinen dacischen Geschichte mit kritischer Freyheit entworfen [Istoria Daciei transalpine, adică a Valahiei, Moldovei și Basarabiei. În legătură cu istoria restului Daciei, ca încercare de a scrie o istorie generală, cu libertate critică], I, II, III, Wiena, 1781-82, Wien [Viena; editura Gräffer]
3. Johann Christian von Engel, Comentarii despre expedițiile lui Traian la Dunăre și despre originea românilor, 1794
4. Johann Christian von Engel, Istoria Moldovei și a Țării Românești, 2 vol., 1804
5. Johann Christian von Engel, Geschichte des ungrischen [sic!] Reiches und seiner Nebenländer [Istoria imperiului ungar și a țărilor sale secundare], 1797-1804
6. Johann Christian von Engel, Monumenta ugrica [Culegere de izvoare ale istoriei Ungariei], Wien, 1809
7. Johann Christian von Engel, Geschichte des Königreichs Ungarn, 5 Bände [Istoria regatului Ungaria, 5 volume], Wien 1812-1813
8. Hunfalvy Pál (alias Paul Hundsdorfer), Ethnographie von Ungarn, Budapest, 1877
9. Hunfalvy Pál, Über die Abstammung der Romänen [Despre originea românilor], Leipzig, 1880
10. Réthy László, Az oláh nyelv és nemzet megalakulása [Formarea limbii și națiunii valahe], Budapest, 1887
11. Hunfalvy Pál, Az oláhok története [Istoria valahilor], Budapest, 1895
12. Dimitre Onciul, Teoria lui Roesler. Studii asupra stăruinței Românilor în Dacia Traiană de A. D. Xenopol, 1885-86

## Dimitrie Onciul despre teoria lui Roesler
Cronicari și istorici (p. 93-121). 
Argumentul a silentio, adus în contra aflării Românilor în Dacia Traiană, care se bazează pe lipsa știrilor istorice despre acest popor timp de aproape 1000 de ani dupa retragerea aureliana este obiectul acestui capitol. În contra acestui argument, Dimitrie Onciul susține mai întâi că Românii au fost confundați cu popoarele ce stăpâneau Dacia sau sunt amintiți sub denumiri arhaice, aducând și câteva probe din timpuri mai târzii, unde asemenea amestecare este foarte probabilă sau chiar vederată.
Afară de aceasta, este cu atât mai puțin de mirat că scriitorii bizantini nu fac amintire timp îndelungat despre Românii din stânga Dunării, când vedem că Românii din imperiu, unde ei locuiau până în vecinătatea cea mai apropiată de capitală, nu se află amintiți ca popor deosebit sub numele de Vlahi, decât pentru prima oară la anul 976. Cât timp Vlahii nu luară de sine înșiși parte însemnată la întâmplările istorice, ei n’au fost luați în seamă de scriitorii acelor timpuri. Deci argumentul a silentio nu dovedește nimic pentru neființa Românilor în Dacia.
Dar nici nu este adevărat că Dacoromanii nu s’ar afla amintiți în istorie înainte de secolul XII. Cel mai cunoscut cronicar, care face asemenea amintire, este Anonimul Notar al regelui Béla al IV-lea al Ungariei. Acesta spune că Ungurii la venirea lor nu numai c’au aflat pe Români în Ardeal, dar și un principat românesc în această țară sub ducele Gelou, care a fost învins de Unguri. Roesler n’a știut cum să se mântuiască de această piedică pentru teoria sa, decât declarând pe Anonymus, pe care-l făcuse notarul celui de pe urmă Béla (al IV, 1235-1270), ca falsificator.
D. Xenopol nu se rostește asupra timpului acestui cronicar, dar îl ia în apărare în contra lui Roesler, susținând că învinuirile din partea acestuia sunt parte îndreptățite, parte însă prea întrecute. Unde Notarul urmează tradiției naționale, cronica lui conține un adevăr istoric; numai amănunțimile pot fi false sau închipuite. Nicidecum nu se poate însă admite ca el să fi scos din fantazia sa popoarele și statele din Ungaria și Ardeal, numite ca existente la venirea Ungurilor, - aceasta atât de puțin cât și cealaltă părere a lui Roesler că Ungurii n’ar fi venit, cum o spune Anonymus în acord cu tradiția ungurească, prin Carpații răsăriteni ai Ungariei superioare, - cale cunoscută lor de mai nainte, când veniră într’ajutor Francilor în contra Moravilor, - ci pe la Poarta de Fier de la Dunăre. Dintre argumentele aduse în contra acestei păreri defel neîntemeiate este, ca dovadă directă, mai de seamă mărturia cronicarului rus Nestor (pe la 1100), - observată de d. Xenopol chiar și în critica sa dintâi (p. 170) – care cronicar întărește în această privință pe deplin spusele lui Anonymus, punând intrarea Ungurilor, ca și acesta, în regiunea nord-estică a Ungariei. (10)
Cât pentru Românii ardeleni, Notarul lui Béla află adeverire mai puternică tot prin acest Nestor, a cărui cronică spune că, intrând Ungurii în țara lor de-acum, ei au avut luptă cu Vlahii și Slovenii ce locuiau aicea. Obiecția lui Roesler că acești Vlahi ar fi Francii germani, care stăpâneau atunci Pannonia, d. Xenopol o respinge cu desăvârșire, demonstrând din cronica lui Nestor că cronicarul cunoștea pe Franci, Germani, Romani ș.a. sub numele lor proprii, deci Vlahii lui ungureni nu pot fi alții decât Românii. (11) Ființa acestora în Ungaria înainte de venirea Ungurilor vedem c-o afirmă și cronicarul Simon de Keza [Kézai Símon] (pe la 1285), la care se află încă și tradiția despre originea Vlahilor de la coloniile romane de aici cum și despre continuitatea lor.
Această tradiție, pe care punem mai mult temeiu decât aflăm în opul d-lui Xenopol, o cunoaște și cronograful bizantin Kinnamos din secolul XII, care spune despre Vlahii de pe râpa stângă a Dunării, ce-i amintește la a. 1167 în războaiele împăratului Manoil în contra Ungariei, că: ei sunt vechii coloni din Italia. Sofistica lui Roesler, care voiește să înlătureze și această mărturie clară, zicând că aici ar fi înțeleși Vlahii din cea parte a Dunării, o aflăm combătută destul de temeinic, susținând autorul că așezările acestor Români se aflau în Moldova. (12)
Sprijinul cel mai puternic în contra acelei argumentații silite a lui Roesler este, pe lângă interpretarea naturală a textului, mai ales dovada adusă de d. Tomaschek din Nicita Choniates [latinizat: Acominatus], contemporanul lui Kinnamos, care amintește la același timp pe Vlahii din stânga Dunării ca locuind până în vecinătatea Galiției. (13)
Dar nu numai vecinii Dacoromanilor mărturisesc, în cele dintâi știri despre aceștia, vechimea acestui popor în țara lui. Cunoștința aceasta o aflăm și’n poemul german Nibelungenlied, unde Vlahii cu ducele lor Ramunc (explicat de d. Xenopol ca transformare germană a numelui Roman) se află amintiți în suita lui Attila. Poemul fiind sfârșit în forma sa de-acum pe la capătul secolului XII, d. Xenopol susține cu bun temeiu că amintirea Vlahilor nu poate să fi intrat în el mai târziu decât pe timpul cruciadei întâia (1096) sau cel mult al celei a doua (1146). Deci avem și aici o mărturie destul de timpurie despre vechimea poporului român în părțile Daciei.
în: 
Dimitrie Onciul, Teoria lui Roesler. Studii asupra stăruinței Românilor în Dacia Traiană de A. D. Xenopol, 1885-86
[Note de subsol în lucrarea lui D. Onciul:]
1. 9 Vezi Dummler, Piligrim von Passau und das Erzbisthum Lorch, Leipzig, 1854. Cf. Wattenbach, Deutschlands Geschichtsquellen im Mittelalter, Berlin, 1877, tom. I, pp. 44 și 326, unde se află toată literatura asupra falsificatului.
2. 10 Adaug aici că asupra acestei întrebari a publicat Pauler în revista ungurească „Századok” 1880 (cf. Sybels Historische Zeitschrift, 1882, p. 343), un studiu, prin care respinge cu totul părerea lui Roesler, susținând tradiția veche despre calea Ungurilor.
3. 11 D. Xenopol citează aici pe editorui Schlözer (1805) și traducătorul Leger (1884), care susțin de asemenea că acești Vlahi sunt Românii.

Adaug la aceste că și renumitul slavist Miklosich, căruia îi mulțămim de cea mai bună ediție a cronicei lui Nestor (1860), este de această părere. Vezi Slavische Elemente im Rumänischen, Denkschriften der K[aiserlichen] Akad[emie] d[er] Wiss[enschaften], Wien, 1862, p. 2.
1. 12 Cf. Dragoș și Bogdan, Convorbiri literare|Conv[orbiri] lit[erare], 1884, tom. XVIII, p. 259, unde susțin că partea mai mare a acestor Vlahi se afla mai probabil în Valahia decât în Moldova.
2. 13 Datele acestor cronografi sunt schimbate, fiind pusă știrea lui Kinnamos la a. 1161, și cea a lui Nicitas Choniates la a. 1167.

Războiul, de care este vorba la Kinnamos, s’a petrecut la a. 1167; iar știrea lui Nicitas Choniates este pusa de d. Tomaschek la a. 1164, iar de d. Jung, la a. 1160.